# Lista gier z serii Dance Dance Revolution
Poniżej przedstawiona jest lista gier z serii Dance Dance Revolution:

## Główna seria arkadowa
| Tytuł                                 | Data wydania | Charakterystyka | Uwagi |
| ------------------------------------- | --- | --- | --- |
| Dance Dance Revolution 1st            | 21 listopada 1998 | Pierwsza gra z całej serii, zdefiniowała gatunek muzycznych gier komputerowych. Wprowadziła matę taneczną, na której polach gracze musieli ustawiać swoje stopy w zależności od rytmu odtwarzanego utworu. Mogło w nią grać jednocześnie dwóch graczy.                                                                                            | - W marcu 1999 roku gra została wydana w całej Azji i Ameryce Północnej. - W kwietniu 1999 roku gra została zaadaptowana na konsolę PlayStation, dodano w niej nowe utwory i elementy rozgrywki. - W Europie została wydana pod nazwą Dancing Stage |
| Dance Dance Revolution 2ndMix         | wersja Arcade: 29 stycznia 1999 wersja dla PlayStation: 26 sierpnia 1999 wersja dla Sega Dreamcast: 17 lutego 2000                                    | Gra zawierała 36 różnych utworów, wersja Dance Dance Revolution 2ndMix Link Version dawała możliwość zapisu wyników oraz definiowania własnych kroków. Wersja na konsole PlayStation nosiła tytuł Dance Dance Revolution 2ndReMix i zawierała 34 piosenki, a wersja na Dreamcast pod tytułem Dance Dance Revolution 2ndMix zawierała 43 piosenki. | - Wersje na PlayStation i Dreamcast zawierały ukryte utwory zwiastujące następną część gry, odpowiednio po dwie i siedem piosenek. |
| Dance Dance Revolution 3rdMix         | wersja Arcade: 30 października 1999 21 czerwca 2000 (wersja Plus) wersja dla PlayStation: 1 czerwca 2000                                              | Ta wersja gry wprowadziła różne kolory dla różnych dźwięków, wyświetlanie tekstu piosenek bezpośrednio na ekranie oraz możliwość wyboru postaci. Zawierała 68 piosenek. | - Wersja Plus dodatkowo rozwinęła tryby gry, ponadto dodała 23 nowe piosenki. |
| Dance Dance Revolution 4thMix         | wersja Arcade: 24 sierpnia 2000 wersja dla PlayStation: 15 marca 2001                                                                                 | Czwarta część zawierała 136 piosenek (150 w wersji Plus), zmieniono interfejs menu oraz dodano wybór gatunków muzycznych. Wersja dla PlayStation zawierała 55 utworów, w tym jeden będący zwiastunem następnej części gry. | |
| Dance Dance Revolution 5thMix         | wersja Arcade: 27 marca 2001 wersja dla PlayStation: 20 września 2001                                                                                 | Piąta wersja gry zawierała 124 piosenki, po raz pierwszy zastosowano w niej przewijanie tekstu piosenek i odświeżanie ekranu w tempie 60 klatek na sekundę. Do dyspozycji graczy oddano 12 postaci. | |
| DDRMAX Dance Dance Revolution 6thMix  | wersja Arcade: 19 października 2001 wersja dla PlayStation: 16 maja 2002                                                                              | Szósta wersja zawierała 42 piosenki i wprowadzała szereg zmian w interfejsie i zmiany w nazwie poziomów trudności. Miała zapoczątkować nową generację w tej serii gier. | |
| DDRMAX2 Dance Dance Revolution 7thMix | wersja Arcade: 27 marca 2002 wersja dla PlayStation: 24 kwietnia 2003                                                                                 | Siódma wersja zawierała 116 utworów, interfejs z wyglądu nawiązywał do piątej części gry. | |
| Dance Dance Revolution Extreme        | wersja Arcade: 25 grudnia 2002 wersja dla PlayStation 2: 9 października 2003                                                                          | Ta wersja zawierała 240 piosenek, wprowadziła tryb początkującego oraz zmiany w interfejsie. | |
| Dance Dance Revolution SuperNova      | wersja Arcade: JP: 12 lipca 2006 Am.Płn.: 15 maja 2006 EU: 28 kwietnia 2006 wersja dla PlayStation 2 JP: 25 stycznia 2007                             | Wersja zawierała 303 piosenki; wprowadziła nowe automaty, interfejs inspirowany Dance Dance Revolution Extreme 2 oraz uproszczony system punktów; dostępne w niej było 8 postaci. | |
| Dance Dance Revolution SuperNova 2    | wersja Arcade: JP: 22 sierpnia 2007 Am.Płn.: 17 stycznia 2008 wersja dla PlayStation 2 JP: 25 stycznia 2008                                           | SuperNova 2 zawierała 61 piosenek oraz 12 postaci do wyboru; wprowadzała zmiany w systemie punktów. | |
| Dance Dance Revolution X              | wersja Arcade: JP: 24 grudnia 2008 Am.Płn.: 9 czerwca 2009 EU: 3 czerwca 2009 wersja dla PlayStation 2 JP: 29 stycznia 2009 Am.Płn.: 16 września 2008 | Wersja X wprowadzała szereg zmian, takich jak układ automatów drugiej generacji, dostęp do USB oraz poprawiony dźwięk. Wersja dla PlayStation 2 umożliwiała rozgrywkę sieciową. Pozostawiono system punktów z Dance Dance Revolution SuperNova 2, natomiast zmieniono skalę trudności.                                                            | |
| Dance Dance Revolution X2             | wersja Arcade: JP: 7 lipca 2010 Am.Płn.: 31 grudnia 2010 EU: 13 maja 2011                                                                             | Wersja X2 korzystała z ulepszonej wersji automatu; wprowadzała 78 nowych utworów. | |
| Dance Dance Revolution X3             | wersja Arcade: grudzień 2011 | Obecnie w trakcie testów beta, docelowo ma zawierać nowy tryb 2ndMIX | |

## SeriaDance Dance Revolution Solo
| Tytuł                                | Data wydania                    | Charakterystyka | Uwagi |
| ------------------------------------ | ------------------------------- | --- | --- |
| Dance Dance Revolution Solo Bass Mix | wersja Arcade: 19 sierpnia 1999 | Wersja przeznaczona wyłącznie dla jednego gracza, wykorzystywała matę z dwoma dodatkowymi przyciskami, zawierała 16 piosenek.                 | |
| Dance Dance Revolution Solo 2000     | wersja Arcade: 16 grudnia 1999  | Wersja Solo 2000 pozwalała na łączenie ze sobą do 4 automatów oraz dodano w niej nowy tryb „Nonstop Megamixes”. Zawierała łącznie 36 utworów. | - Gra spotkała się ze sprzeciwem amerykańskiej organizacji Youth Advocacy Coalition, która zarzuciła, że niektóre grafiki wyświetlane w tle mogą promować narkotyki oraz alkohol. Maszyny zostały zastąpione nowymi, które nie zawierały kontrowersyjnych grafik |
| Dance Dance Revolution Solo 4thMix   | wersja Arcade: 24 sierpnia 2000 | Wersja Dance Dance Revolution 4thMix przeznaczona dla jednego gracza.                                                                         | |

## Przeznaczone na rynek azjatycki
| Tytuł                                         | Data wydania | Charakterystyka | Uwagi |
| --------------------------------------------- | --- | --- | --- |
| Dance Dance Revolution Best of Cool Dancers   | wersja Arcade: 11 lutego 1999 | DDR Best of Cool Dancers była wersja przeznaczoną dla zorganizowanego przez Konami konkursu King of Freestyle Dancers. Zawierała jedynie cztery piosenki, a możliwości konfiguracji zostały ograniczone. | |
| Dancing Stage featuring True Kiss Destination | wersja Arcade: 27 lipca 1999 wersja dla PlayStation: 9 grudnia 1999                                                                                 | Ta wersja skupiała się na muzyce zespołu True Kiss Destination | |
| Dancing Stage featuring Dreams Come True      | wersja Arcade: 25 grudnia 1999 wersja dla PlayStation: 20 kwietnia 2000                                                                             | Podobnie jak DDR featuring True Kiss Destination, gra skupia się na muzyce zespołu Dreams Come True | |
| Oha Suta Dance Dance Revolution               | wersja dla PlayStation: 14 września 2000 | Podobnie jak w przypadku dwóch poprzednich tytułów, gra skupia się na piosenkach z popularnego japońskiego show dla dzieci Oha Suta | |
| Dance Dance Revolution Disney Mix             | wersja Arcade: 30 listopada 2000 wersja dla PlayStation: JP: 30 listopada 2000 Am.Płn.: 18 września 2001 EU: 28 września 2001 AUS: 28 września 2001 | DDR Disney Mix skupiał się na postaciach z bajek Disneya oraz na remiksach utworów z nich pochodzących. Poza tym gra zawierała piosenki popularne w ówczesnym okresie. Łącznie w grze znajdowało się 20 utworów.                                                                                                  | - Japoński tytuł gry to Dancing Stage featuring Disney’s Rave; grę wydano również w Ameryce Północnej oraz Europie, gdzie nosiła tytuł Dancing Stage Disney Mix                                 |
| Dance Dance Revolution Disney Dancing Museum  | wersja dla Nintendo 64: 30 listopada 2000 | Podobnie do DDR Disney Mix, ta wersja również skupiała się na postaciach z bajek Disneya i piosenkach z nich. Łącznie gra zawierała 22 utwory. Rozgrywka była bardzo podobna do poprzedniej części, jednak DDR Disney Dancing Museum oferował unikatowy tryb gry przeznaczony specjalnie dla konsoli Nintendo 64. | |
| Dance Dance Revolution Kids                   | wersja Arcade: grudzień 2000 | Wersja przeznaczona specjalnie dla dzieci, automat był mniejszy niż normalne maszyny, rozgrywka została uproszczona a wśród utworów znalazły się piosenki z japońskich seriali dla dzieci. | |
| Dance Dance Revolution Best Hits              | wersja dla PlayStation: 21 grudnia 2000 | DDR Best Hits zawierała najpopularniejsze utwory z DDR 1stMix, DDR 2ndMix i DDR 3rdMix. Nie była przeznaczona dla automatów. | |
| Dance Dance Revolution Extra Mix              | wersja dla PlayStation: 7 czerwca 2001 | Gra zawierała utwory z serii DDR Solo, DDR 4thMix i DDR 5thMix. Głos spikera zmieniono na żeński oraz wprowadzono odświeżanie obrazu w tempie 30 klatek na sekundę. | |
| Dance Dance Revolution Party Collection       | wersja dla PlayStation 2: 11 grudnia 2003 | Gra korzystała z silnika DDR Extreme, przez co rozgrywka w obu grach była bardzo podobna. Łącznie znalazło się w niej 47 piosenek, w tym część dostępna po odblokowaniu. | |
| DDR Festival Dance Dance Revolution           | wersja dla PlayStation 2: 18 listopada 2004 | Gra wykorzystywała głównie piosenki z serii Karaoke Revolution, jako pierwsza wykorzystywała japoński alfabet w menu i tekstach piosenek zamiast angielskiego. | |
| Dance Dance Revolution Mario Mix              | wersja dla Nintendo GameCube: JP: 14 lipca 2005 Am.Płn.: 24 października 2005 EU: 28 października 2005 AUS: 24 listopada 2005                       | DDR Mario Mix skupia się na postaciach z serii gier komputerowych o Mario. W grze można zobaczyć między innymi Mario, Bowsera, Luigiego oraz Wario. Gra była sprzedawana razem z padem. | - DDR Mario Mix był pierwsza grą z serii wydaną na konsolę firmy Nintendo poza Japonią |
| Dance Dance Revolution Strike                 | wersja dla PlayStation 2: 16 lutego 2006 | DDR Strike zawierała 50 piosenek, z czego większość pochodziła z amerykańskiego wydania DDR Ultramix 2. | |
| Dance Dance Revolution Hottest Party          | wersja dla Nintendo Wii: JP: 24 października 2007 Am.Płn.: 25 września 2007 EU: 28 marca 2008 AUS: 18 kwietnia 2008 NZL: 11 kwietnia 2008           | Gra została przystosowana dla konsoli Nintendo Wii, pozwala na wykorzystanie Wii Remote. W rozgrywce wykorzystuje się zarówno matę, jak i kontroler Wii. | |
| Dance Dance Revolution Universe 3             | wersja dla Xbox 360: NA: 21 października 2008 Azja: 12 maja 2009                                                                                    | Gra pozwalała na samodzielną edycję utworów zawartych w grze, rywalizację z postaciami sterowanymi przez komputer oraz tworzenie własnych kroków i sekwencji. | - Gra została wydana na rynku azjatyckim pod tytułem Dance Dance Revolution Universe 3 Chinese Music Special Edition; była sprzedawana razem z matą do tańczenia i zawierała 21 nowych utworów. |
| Dance Dance Revolution FuruFuru Party         | wersja dla Nintendo Wii: 18 grudnia 2008 | Japońska edycja północnoamerykańskiego wydania DDR Hottest Party 2. | |
| Dance Dance Revolution S                      | wersja dla iOS: JP: 27 lutego 2009 Am.Płn.: 5 marca 2009 EU: 14 maja 2009                                                                           | Gra została przystosowana do platformy iOS, gracz wykorzystuje dotykowy ekran zamiast maty, dostępny jest dodatkowy tryb gry – Shake Mode – który wykorzystuje akcelerometr do rozgrywki. | |
| Dance Dance Revolution Music Fit              | wersja dla Nintendo Wii: 28 stycznia 2010 | Ta wersja gry zawiera razem 50 utworów, pozwala na wykorzystanie Wii Balance Board. | |

## Przeznaczone na rynek północnoamerykański
| Tytuł                                         | Data wydania | Charakterystyka | Uwagi |
| --------------------------------------------- | --- | --- | --- |
| Dance Dance Revolution USA                    | wersja Arcade: październik 2000 | Druga gra z serii DDR wydana w USA. | |
| Dance Dance Revolution                        | wersja dla PlayStation: 20 marca 2001 | Ta wersja zawierała 27 utworów, jako pierwsza z serii została wydana w USA na konsole. | |
| Dance Dance Revolution Konamix                | wersja dla PlayStation: 23 marca 2002 | Ta wersja zawierała 52 piosenki, z których wszystkie z wyjątkiem jednej pojawiły się już w poprzednich wersjach gry. | |
| DDRMAX Dance Dance Revolution                 | wersja dla PlayStation 2 29 października 2002 | Ta wersja zawierała 71 piosenek, z czego 33 można było odblokować. Zmieniono system naliczania punktów oraz dodano nowy tryb – Extra Stage. | |
| DDRMAX2 Dance Dance Revolution                | wersja dla PlayStation 2: 23 września 2003 | DDRMAX2 zawierał 69 utworów, z czego 28 było do odblokowania. Zamiast trybu Challenge Mode wprowadzono tryb Nonstop Mode. | |
| Dance Dance Revolution Ultramix               | wersja dla Xbox: 19 listopada 2003 | Ta wersja zawierała 51 piosenek, z czego 9 można było odblokować. Do wyboru była dwójka tancerzy. Gra została zintegrowana z usługą Xbox Live. | |
| Dance Dance Revolution Extreme                | wersja dla PlayStation 2: 21 września 2004 | Ta wersja zawierała 71 utworów. Zmieniono rozmieszczenie elementów na ekranie. | - Gra zdobyła nagrodę MTV Video Music Awards za najlepszą ścieżkę dźwiękową gry                                                    |
| Dance Dance Revolution Ultramix 2             | wersja dla Xbox: 18 listopada 2004 | Wersja wprowadzała wiele licencjonowanych utworów, dodatkowo pozwalała na pobieranie dodatkowych paczek utworów poprzez usługę Xbox Live. | |
| Dance Dance Revolution Extreme 2              | wersja dla PlayStation 2: 28 września 2005 | Gra zawierała 74 piosenki, z czego 50 można było odblokować. Po raz pierwszy wprowadzono możliwość gry w Internecie. | |
| Dance Dance Revolution Ultramix 3             | wersja dla Xbox: 15 listopada 2005 | Ta wersja zawierała około 70 piosenek. Zmodyfikowano niektóre tryby gry, umożliwiono rozgrywkę w sieci za pośrednictwem Xbox Live, tworzenie własnych układów tanecznych oraz słuchanie utworów z gry bez konieczności grania.                                                                  | |
| Dance Dance Revolution SuperNova              | wydanie dla PlayStation 2: 26 września 2006 | Amerykańskie wydanie DDR SuperNova, zawiera 74 utwory, z czego 42 są do odblokowania. Dodatkowo w grze występuje 5 utworów, które są dostępne tylko w trybie online. | |
| Dance Dance Revolution Ultramix 4             | wersja dla Xbox: 14 listopada 2006 | Ta wersja zawierała około 70 utworów, w tym część do odblokowania. | |
| Dance Dance Revolution DVD Game               | wersja dla odtwarzacza DVD: Am.Płn.: 2006 EU: wrzesień 2007 AUS: 2007 | Wydanie gry przeznaczone dla odtwarzaczy DVD. Zawierało 30 piosenek. Zastosowano w nim system oceniania gracza przez innych graczy. Grę wydano w 2006 roku w Ameryce Północnej (system NTSC), a rok później w Europie i Australii (system PAL). Pudełko z grą zawierało dwie maty do tańczenia. | - Jest to pierwsza i jedna z dwóch gier z serii, której nie tworzyło studio Konami. Została wyprodukowana przez Imagination Games. |
| Dance Dance Revolution Universe               | wersja dla Xbox 360: 27 lutego 2007 | Gra została przeznaczona dla konsoli Xbox 360. Aktywnie wykorzystuje system Xbox Live, który pozwala między innymi na grę online i pobieranie dodatkowych paczek utworów. Gra pozwala na wyświetlanie obrazu o rozdzielczości 1080p.                                                            | |
| Dance Dance Revolution SuperNova 2            | wersja dla PlayStation 2: 25 września 2007 | Gra wprowadzała nowy tryb rozgrywki: Hyper Master Mode. Pozwalała również na wykorzystanie EyeToy. | |
| Dance Dance Revolution Universe 2             | wersja dla Xbox 360: 4 grudnia 2007 | Gra jest sequelem do DDR Universe. Zawiera dłuższą ścieżkę dźwiękową zawierającą utwory od lat siedemdziesiątych do współczesnych. Wprowadzała nowe tryby gry takie jak Freestyle Mode, pozwalający na tańczenie w dowolny sposób oraz Quest Mode będący trybem fabularnym.                     | |
| Dance Dance Revolution Disney Channel Edition | wersja dla PlayStation 2: 8 stycznia 2008 | Gra skupia się na postaciach i piosenkach znanych z programów stacji Disney Channel. Można w niej znaleźć utwory z produkcji takich jak: Hannah Montana, Dziewczyny Cheetah, High School Musical, Świat Raven, Kim Kolwiek oraz Nie ma to jak hotel.                                            | - Jest to jedna z dwóch gier z serii, których nie wyprodukowała firma Konami. Producentem gry jest studio Keen Games.              |
| Dance Dance Revolution Disney Grooves         | wersja dla Nintendo Wii: 2 lipca 2009 | Gra skupia się na postaciach i piosenkach z bajek Disneya. W grze można znaleźć 40 utworów. Wprowadzono w niej wsparcie dla awatarów Mii oraz zmodyfikowano tryby gry. W grę może grać jednocześnie czterech graczy.                                                                            | |
| Dance Dance Revolution Hottest Party 3        | wersja dla Nintendo Wii: Am.Płn.: 27 października 2009 EU: czerwiec 2010 | Gra wprowadziła pięć nowych trybów rozgrywki, przywróciła dwa poprzednio usunięte a jeden zastąpiła nowym. Pozwalała na korzystanie z klasycznego pada, maty tanecznej lub kombinacji Wii Remote i Nunchucka.                                                                                   | |
| Dance Dance Revolution X2                     | wersja dla PlayStation 2: 27 października 2009 | Gra zawierała unikatową ścieżkę dźwiękową, dodawała nowy tryb: Dice Master Mode oraz wprowadzała drobne zmiany do rozgrywki. | |
| Dance Dance Revolution                        | wersja dla PlayStation 3: Am.Płn.: 16 listopada 2010 EU: 18 marca 2011 wersja dla Nintendo Wii: Am.Płn.: 16 listopada 2010 EU: 6 maja 2011 wersja dla Xbox 360: Am.Płn.: 12 kwietnia 2011 EU: 12 kwietnia 2011 | Gra jako pierwsza została przeznaczona na konsolę PlayStation 3. Zawierała połączenie amerykańskich i japońskich piosenek, w sumie 30 utworów. W Europie gra nosi tytuł Dance Dance Revolution New Moves, a wersja dla konsoli Nintendo Wii Dance Dance Revolution Hottest Party 4.             | |
| Dance Dance Revolution II                     | wersja dla Nintendo Wii: Am.Płn.: 11 października 2011 EU: 24 listopada 2011 | Gra ma być sequelem do poprzedniej części Dance Dance Revolution. Ma zawierać 80 utworów, które będą dzielone z Dance Dance Revolution X3. | |

## Przeznaczone na rynek europejski i australijski
| Tytuł                            | Data wydania | Charakterystyka | Uwagi |
| -------------------------------- | --- | --- | --- |
| Dancing Stage EuroMix            | wersja Arcade wrzesień 1999 wersja dla PlayStation: wrzesień 2001                                                                             | Była to druga gra z serii przeznaczona na rynek europejski. Zawierała unikatowy system naliczania punktów. Ulepszone wydanie arkadowe to wersja „Internet Ranking”.                                                                           | |
| Dancing Stage EuroMix 2          | wersja Arcade: 7 sierpnia 2002 | Gra zawierała 68 utworów, z czego 12 pochodziło z Dancing Stage EuroMix. Wykorzystywała taki sam silnik jak DDRMAX2 Dance Dance Revolution 7thMix, ale ze zmodyfikowanym interfejsem. Ponadto wprowadzała nowy dwustopniowy system oceniania. | |
| Dancing Stage Party Edition      | wersja dla PlayStation: 15 listopada 2002 | Jest to europejski odpowiednik DDR Konamix. Zawierał 51 piosenek, z czego 18 można było odblokować. | |
| Dancing Stage MegaMix            | wersja dla PlayStation 2: EU: 30 maja 2003 AUS: 26 września 2003                                                                              | Gra wprowadzała wiele nowości do europejskich wydań, takich jak Freeze Arrows, menu opcji oraz poprawiony interfejs. | |
| Dancing Stage Fever              | wersja dla PlayStation i PlayStation 2: 24 października 2003                                                                                  | Gra została wydana jednocześnie na konsole PlayStation i PlayStation 2. Wersja dla PlayStation zawierała 15 utworów, a dla PlayStation 2 o 13 więcej.                                                                                         | |
| Dancing Stage Unleashed          | wersja dla Xbox: 12 marca 2004 | Siostrzane wydanie DDR Ultramix, zawiera unikatową ścieżkę dźwiękową. | |
| Dancing Stage Fusion             | wersja Arcade: kwiecień 2005 wersja dla PlayStation: 5 listopada 2004 wersja dla PlayStation 2: EU: 5 listopada 2004 AUS: 1 października 2004 | Było to drugie wydanie arkadowe w Europie. Wersja na każdą platformę posiadała własne ścieżki dźwiękowe, jednak niektóre utwory się powtarzają.                                                                                               | - Automat do gry pojawił się w teledysku Madonny do piosenki „Hung Up”. Sama piosenka nie jest dostępna w grze. |
| Dancing Stage Unleashed 2        | wersja dla Xbox: 13 maja 2005 | Gra wprowadzała nowe tryby gry takie jak Mines, Battle czy Quad mode. Zawierała 14 utworów. Pozwalała na jednoczesna grę 4 graczy lub poprzez usługę Xbox Live do 16 graczy.                                                                  | |
| Dancing Stage Max                | wersja dla PlayStation 2: 25 listopada 2005                                                                                                   | Gra wprowadzała nowy tryb Dance Master Mode. Poprawiono w niej obsługę EyeToy. | |
| Dancing Stage SuperNova          | wersja dla PlayStation 2: 27 kwietnia 2007 | Wydanie było wzorowane na DDR SuperNova, ale zawierało własna ścieżkę dźwiękową, w tym 10 specjalnie powstałych utworów. | |
| Dancing Stage Unleashed 3        | wersja dla Xbox: 17 marca 2006 | Gra wprowadzała jeden nowy tryb. Pozwalała na grę przez Internet oraz na pobieranie dodatkowej zawartości poprzez usługę Xbox Live. | |
| Dancing Stage Universe           | wersja dla Xbox 360: EU: 12 grudnia 2007 AUS: 21 grudnia 2007                                                                                 | Była to pierwsza gra z serii w Europie, która oferowała wideo w wysokiej rozdzielczości. Rozgrywka pozostała bez zmian. | |
| Dancing Stage Universe 2         | wersja dla Xbox 360: 18 listopada 2008 | Gra zawierała zmieniony system rozgrywki oraz nową ścieżkę dźwiękową. | |
| Dance Dance Revolution Winx Club | wersja dla Nintendo Wii: 30 marca 2009 | Gra skupia się na postaciach z włoskiego serialu animowanego Klub Winx. W grze można zobaczyć postacie z serialu, również ścieżka dźwiękowa została na nim oparta. Znana jest również pod nazwą Dancing Stage Winx Club.                      | |